# Dhimbana dawsoni
Dhimbana dawsoni är en insektsart som beskrevs av Henry, G.M. 1940. Dhimbana dawsoni ingår i släktet Dhimbana och familjen gräshoppor. Inga underarter finns listade i Catalogue of Life.